# STAR Mobility
STAR Mobility è un'azienda italiana che opera nel settore del trasporto pubblico locale, con sede a Lodi.
Nacque dalla ridenominazione di LINE e il conferimento dei rami di azienda afferenti al trasporto pubblico locale di Line S.p.A, STAR S.p.A. e PMT S.r.l. Nel 2025 conta circa 300 Autobus (293 per l'esattezza).
L'Azienda gestisce 4 Servizi Urbani e 4 Servizi Extraurbani. I servizi urbani sono per i Comuni di Lodi, Vigevano, Cernusco sul Naviglio e Casalpusterlengo. I servizi extraurbani sono per la provincia di Lodi, Cremona, Pioltello e Milano Sud-Ovest.

## Parco mezzi
Il parco mezzi di STAR Mobility comprende autobus Urbani ed Extraurbani. Nell'urbano sono presenti 17 Veicoli Otokar, dei modelli Kent C 10 e 12 m, e Vectio C. Si può contare su 7 Mercedes-Benz Sprinter e 3 Iveco Bus Urbanway 1.serie.
In ambito Extraurbano l'azienda conta su 20 autosnodati, modelli Mercedes-Benz O530 Citaro G, MAN A23 Lion's City G e New Lion's City 18. Sono presenti 2 bipiano Van Hool TDX27 Astromega e un Setra S417 UL.
Presenti 73 esemplari di Iveco Crossway Low Entry di serie differenti e alimentazioni diverse: i primi 30 sono Irisbus a diesel, tutti gli altri sono Iveco Bus, con trazione Diesel, Mild-Hybrid Diesel e metano CNG. 
Di autobus a pianale non ribassato, STAR Mobilty dispone di una sostanziosa flotta di Iveco Crossway e Arway, prodotti da Irisbus e da Iveco Bus. 